# Andrzej Bieleninik
Andrzej Bieleninik (* 1. Oktober 1956 in Polen) ist ein ehemaliger polnischer Eishockeyspieler, der im Verlauf seiner Karriere in der Ekstraklasa sowie in der zweit- und dritthöchsten Liga in Deutschland aktiv war. Sechs Jahre lang spielte der Verteidiger für den ETC Timmendorfer Strand.

## Karriere
Andrzej Bieleniniks Eishockeykarriere begann im westpolnischen Gorzów Wielkopolski, bevor er 1977 zu Legia Warschau wechselte. Mit dem Verein aus der Hauptstadt stieg der Verteidiger im Frühjahr 1978 in die Ekstraklasa, die höchste polnische Spielklasse, auf. Zur Saison 1980/81 wechselte er innerhalb der Liga zu ŁKS Łódź, für die er fünf Jahre lang aufs Eis ging. Anschließend entschied er sich für einen Wechsel nach Deutschland. Beim EA Kempten in der 2. Bundesliga  konnte er sich nicht etablieren, sodass er noch während seiner ersten Spielzeit in Deutschland zum EV Pfronten in die Oberliga wechselte. Auch weitere Anläufe in der 2. Bundesliga, beim EC Bad Nauheim in der Saison 1986/87 und beim ESC Wolfsburg in der Spielzeit 1989/90, waren nicht von Dauer.
In der Oberliga, in der er 1989 mit dem ECD Sauerland schon einmal die Meisterschaft gewonnen hatte, wurde Bieleninik allerdings zum Stammspieler. Fünf Jahre lang spielte er für den ETC Timmendorfer Strand in der dritthöchsten deutschen Spielklasse. 1992 feierte er mit dem Team die Meisterschaft, zwei Jahre später wurde er noch einmal Vizemeister. Damit qualifizierte sich der ETC zur Saison 1994/95 für die 1. Liga, die höchste Spielklasse unterhalb der neugegründeten Deutschen Eishockey Liga (DEL). Bieleninik blieb der Mannschaft für eine weitere Saison erhalten und beendete als Vizemeister der 1. Liga im Jahr 1995 schließlich seine Karriere.

## Erfolge und Auszeichnungen
| - 1978 Aufstieg in die Ekstraklasa mit Legia Warschau - 1989 Oberliga-Meister und Aufstieg in die 2. Bundesliga mit dem ECD Sauerland - 1992 Oberliga-Meister mit dem ETC Timmendorfer Strand | - 1994 Oberliga-Vizemeister und Aufstieg in die 1. Liga mit dem ETC Timmendorfer Strand - 1995 Vizemeister der 1. Liga mit dem ETC Timmendorfer Strand |

## Karrierestatistik
(Legende zur Spielerstatistik: Sp oder GP = absolvierte Spiele; T oder G = erzielte Tore; V oder A = erzielte Assists; Pkt oder Pts = erzielte Scorerpunkte; SM oder PIM = erhaltene Strafminuten; +/− = Plus/Minus-Bilanz; PP = erzielte Überzahltore; SH = erzielte Unterzahltore; GW = erzielte Siegtore; 1 Play-downs/Relegation; Kursiv: Statistik nicht vollständig)